# Vol espacial intergalàctic

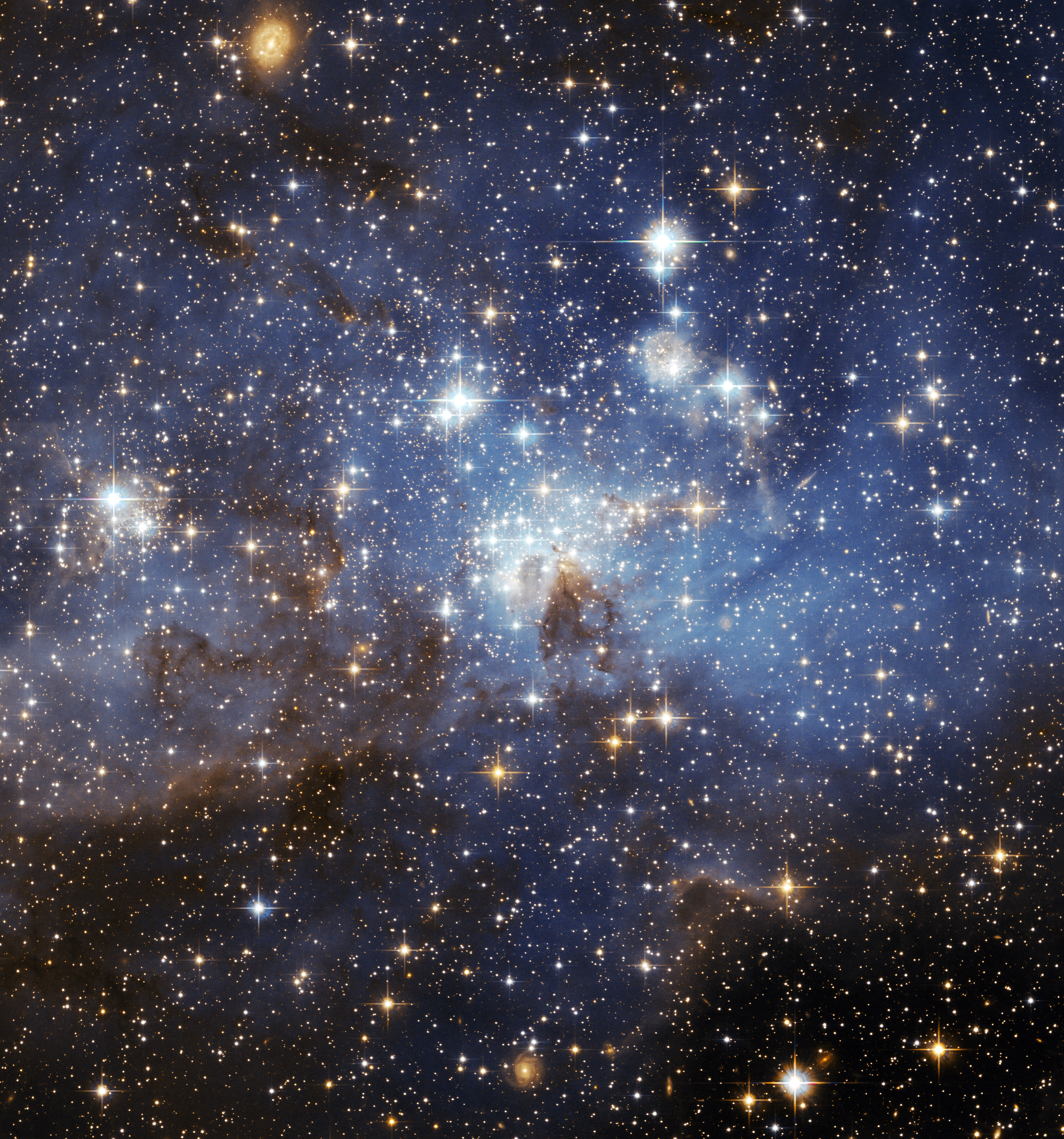
Estrelles en el Gran Núvol de Magalhães, una galàxia nana. A una distància de 160.000 anys llum, el GNM és la tercera galàxia més propera a la Via Làctia.

El vol espacial intergalàctic o viatge intergalàctic és un viatge espacial entre galàxies. A causa de les enormes distàncies entre la Via Làctia i fins i tot els seus veïns més propers, qualsevol viatge d'aquest tipus seria molt més exigent tecnològicament que el viatge interestel·lar. Les distàncies intergalàctiques són d'aproximadament un milió de vegades (sis ordres de magnitud) major que els seus contraparts interestel·lars. La tecnologia necessària per viatjar entre les galàxies d'una manera factible i dins d'un curs de la vida humana és molt més enllà de les capacitats actuals de l'home, i de moment només és tema d'especulació, hipòtesi i ciència-ficció.

## Dificultats del viatge intergalàctic i possible solució
El viatge intergalàctic, pel que fa als éssers humans, és poc pràctic per la capacitat de l'enginyeria moderna i es considera ciència-ficció. Això requeriria que el mitjà disponible de propulsió es convertís en prou avançat molt més enllà del que es pensa actualment possible dissenyar amb la finalitat de transportar una nau espacial a la velocitat de la llum. Mentre que la llum triga aproximadament 2,54 milions d'anys per travessar l'abisme de l'espai entre la Terra i el Gran galàxia d'Andròmeda, es necessitaria una quantitat arbitràriament curta de temps per a un viatger a una velocitat relativista a causa dels efectes de la dilatació del temps; el temps experimentat pel viatger depèn tant de la velocitat, que és una mica menor que la velocitat de la llum, com la distància viatjada (contracció de Lorentz).
Llevat que la nau sigui capaç d'aconseguir velocitats relativistes extremes, un altre obstacle seria la navegació de la nau entre les galàxies i tenir èxit en arribar a qualsevol galàxia escollida, estrella, planeta o un altre cos, com seria necessari un coneixement dels moviments galàctics i la seva coordinació que encara no ha estat assolida.
A més, la nau hauria de ser d'una mida considerable i, sense poder aconseguir velocitats amb notables efectes relativistes com s'esmenta anteriorment, també es necessita un sistema de suport de vida i disseny estructural capaç de suportar la vida humana a través de milers de generacions i durar milions d'anys requerits, incloent el sistema de propulsió—que hauria de funcionar a la perfecció durant els milions d'anys després que va ser construït per frenar la màquina per a la seva aproximació final.
Fins i tot per a les sondes no tripulades que serien molt més lleugeres en massa, hi ha el problema que la informació que enviïn només pot viatjar a la velocitat de la llum, el que significaria milions d'anys, només per rebre les dades que envien.
La física actual estableix que un objecte en l'espaitemps no pot excedir la velocitat de la llum, que aparentment limita qualsevol objecte als milions d'anys com per exemple una nau per viatjar a prop de la velocitat de la llum per arribar a una galàxia remota. La ciència-ficció freqüentment fa servir conceptes especulatius, com els forats de cuc i l'hiperespai com a mitjans més pràctics de viatge intergalàctic per evitar aquest problema.
La mètrica d'Alcubierre és l'únic concepte viable, altament hipotètic, que existeix avui en dia i que és capaç, en teoria, per impulsar una nau espacial a velocitats més ràpides que la llum. La mateixa nau espacial no es mouria més ràpid que la llum, però l'espai al voltant sí que ho faria, permetent a la pràctica el viatge intergalàctic. No hi ha cap manera coneguda per crear l'ona espacial distorsionadora per aquest concepte, però la mètrica de les equacions compleixen amb la relativitat i amb el límit de la velocitat de la llum.

## Viatge intergalàctic natural
Teoritzat el 1988, i observat el 2005, hi ha estrelles movent-se més ràpid que la velocitat d'escapament de la Via Làctia, i viatgen cap a l'espai intergalàctic. Una teoria per a la seva existència és que el forat negre supermassiu al centre de la Via Làctia expulsa les estrelles de la galàxia a una velocitat d'aproximadament una cada cent mil anys. El 2010, s'han observat setze estrelles hiperveloces La pols intergalàctica també es creu que sigui expulsada des de les galàxies, i s'ha observat en l'espai intergalàctic.

## Galàxies properes

Diagrama de les galàxies satèl·lit de la Via Làctia, la galàxia de la Terra